# Muzaffarabad
Muzaffarabad (urdu: مظفر آباد, pahari: مُظفٌر آباد) es una localidad de Pakistán, capital de la región autónoma de Azad Cachemira.

## Demografía
Según estimación 2010 contaba con 17.628 habitantes.